# Alayn Limonta
Alayn Limonta (ur. 7 maja 1997) − kubański bokser kategorii lekkiej, srebrny medalista młodzieżowych igrzysk olimpijskich z 2014 roku.

## Kariera amatorska
W sierpniu 2014 zdobył srebrny medal na młodzieżowych igrzyskach olimpijskich w kategorii lekkiej. W półfinale pokonał na punkty Japończyka Gō Hosakę, a w finale uległ Kazachowi Abyłajchanowi Żüsypowi.